# Salt de Sallent

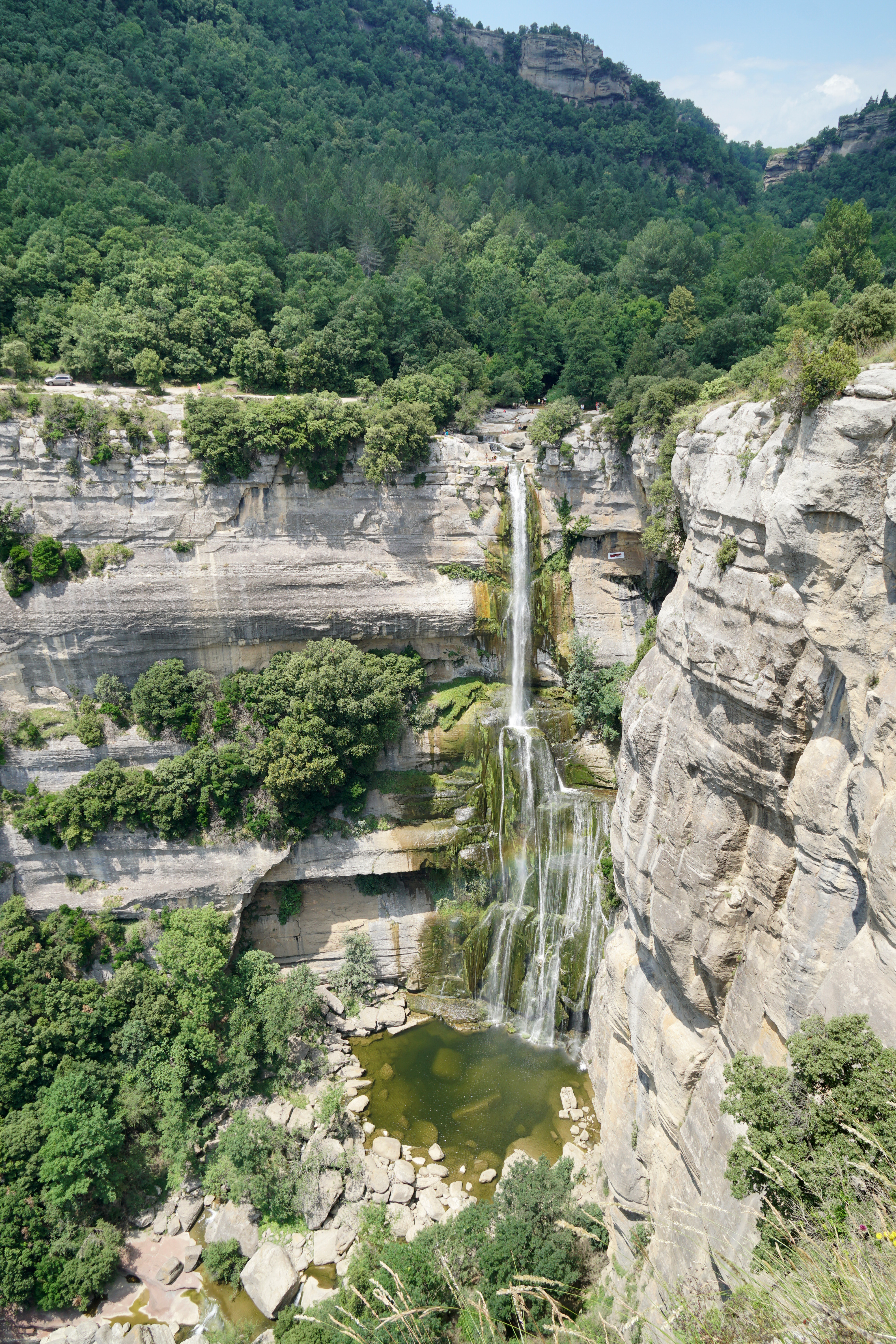
Salt de Sallent el 28-6-2020, passada una primavera plujosa

El salt de Sallent és el salt d'aigua amb major caiguda vertical de Catalunya, amb una caiguda lliure d'uns 115m (R1-5m+R2-30m+R3-30m+R4-50m), apart de que en època de pluja causa una gran impressió, ja no per la seva altura, sinó pel gran cabal d'aigua que cau a la gorga creada a la seva base per l'erosió de l'aigua sobre la pedra durant milers d'anys.
Està localitzat a la riera de Rupit dins del terme municipal de Rupit, població situada a la comarca d'Osona, al nord de la província de Barcelona. La riera de Rupit és un afluent del riu Ter pel seu costat esquerre, que neix d'un conjunt de fonts i torrents originats a les zones altes de la serra de Collsacabra.

## Etimologia
Segons Balarí i Jovany, el seu nom vindria del pleonasme: "Salt de Salt" (semblant a Vall d'Aran = Vall de la Vall), ja que no està situat en cap dels municipis de nom Sallent (que segons Balarí i Jovany es diuen "Sallent" per tenir un salt d'aigua) i, tenint en compte que "sallent", a l'origen, vol dir "salt".

## Característiques
Es tracta d'una cascada d'uns 115 metres d'altura molt popular entre els barranquistes. El salt és pràcticament vertical i separa Collsacabra de Les Guilleries. Després de néixer en un entorn d'arenisca, la riera es precipita per una alta balconada calcària la meitat inferior de la qual és de travertí. La baixada s'ha dividit en dues parts d'uns 50 m cadascuna, amb línies de ràpel a la dreta de la cascada.
La riera, des de la serra de Collsacabra, comença a prendre forma després de creuar el pont dels Tres Ulls, en el molí del Soler, on forma una gorga. Sobre la riera a Rupit hi ha un pont penjat que va ser construït l'any 1945 i reconstruït el 1994. Després de creuar el poble de Rupit, passant per la cascada del Rodó i la Pomareda, les seves aigües s'estimben des de dalt del cingle formant el salt d'aigua. Sota el salt s'hi forma la gorga del Diable seguint la riera fins a desembocar a l'embassament de Susqueda.

## Accés
La forma més senzilla d'accedir fins a la zona és sortint des del poble de Rupit, ja que es troba en el seu terme, passant sota el pont penjant que creua la riera de Rupit. Després de l'església, es deixen enrere les cases, i se segueix per una pista fins a la font de "Carraguell", arribant a continuació al pont de la Sala (un pont de pedra medieval que comunica el poble amb Cantonigrós) per continuar des d'allà pel camí que voreja la riera de Rupit, passant per la font de la Pomareda i al cap d'una estona (una mitja hora.) s'arriba als cingles on està el salt d'aigua.